# Dolmen de la Pierre Couvretière

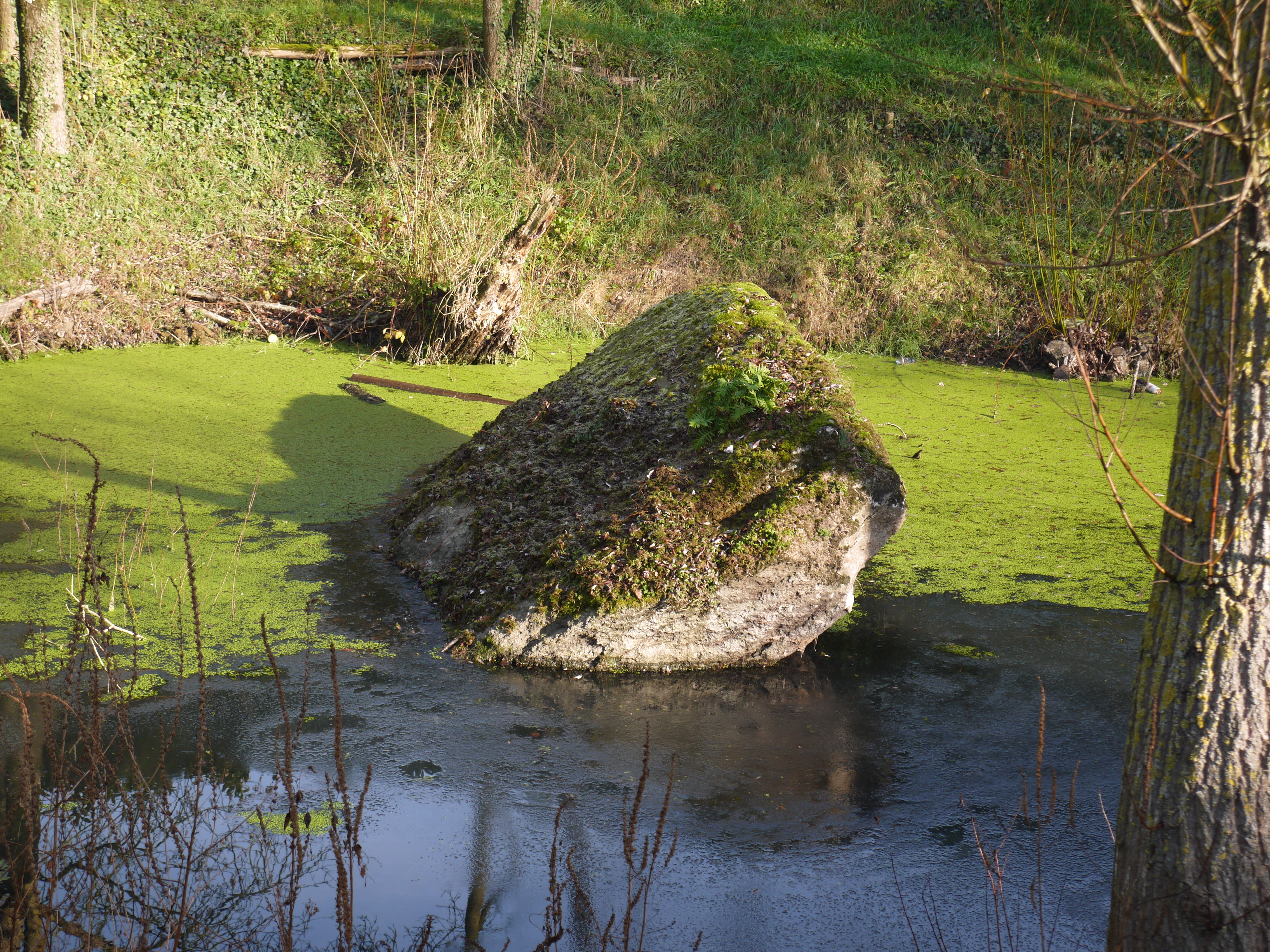
Dolmen de la Pierre Couvretière

Der Dolmen de la Pierre Couvretière (auch Pierre Couvertière oder Pierre au Diable genannt) ist ein Dolmen im Département Loire-Atlantique in Frankreich. Er liegt am südöstlichen Stadtrand von Ancenis, nahe dem Flusslauf der Loire. Dolmen ist in Frankreich der Oberbegriff für neolithische Megalithanlagen aller Art (siehe: Französische Nomenklatur). Ausgrabungen machten es möglich, den Pierre Couvretière ins späte Neolithikum zu datieren.
Die erste Beschreibung erfolgte im Jahre 1829, durch Eusèbe Girault de Saint-Fargeau (1799–1855). Der in den Boden gesunkene und verkippte Dolmen hat einen großen, flachen etwa 4,2 m langen, 4,0 m breiten und 0,64 m dicken Deckstein. Er ruht auf einer Felsplatte, die das Bett der 200 m entfernten Loire bildet. Vor dem Aufwerfen von Deichen befand sich der Dolmen in einer Aue.
Seine Architektur führt dazu, dass er als Gangdolmen (französisch Dolmen à Couloir) klassifiziert wurde. Er besteht aus zwei Orthostaten aus Kieselsandstein, einem Deckstein aus Konglomerat und einem kleinen Stein aus Gneis, der lokal nicht vorkommt, was einen Transport über mehrere Kilometer impliziert.

Dolmen de la Pierre Couvretière
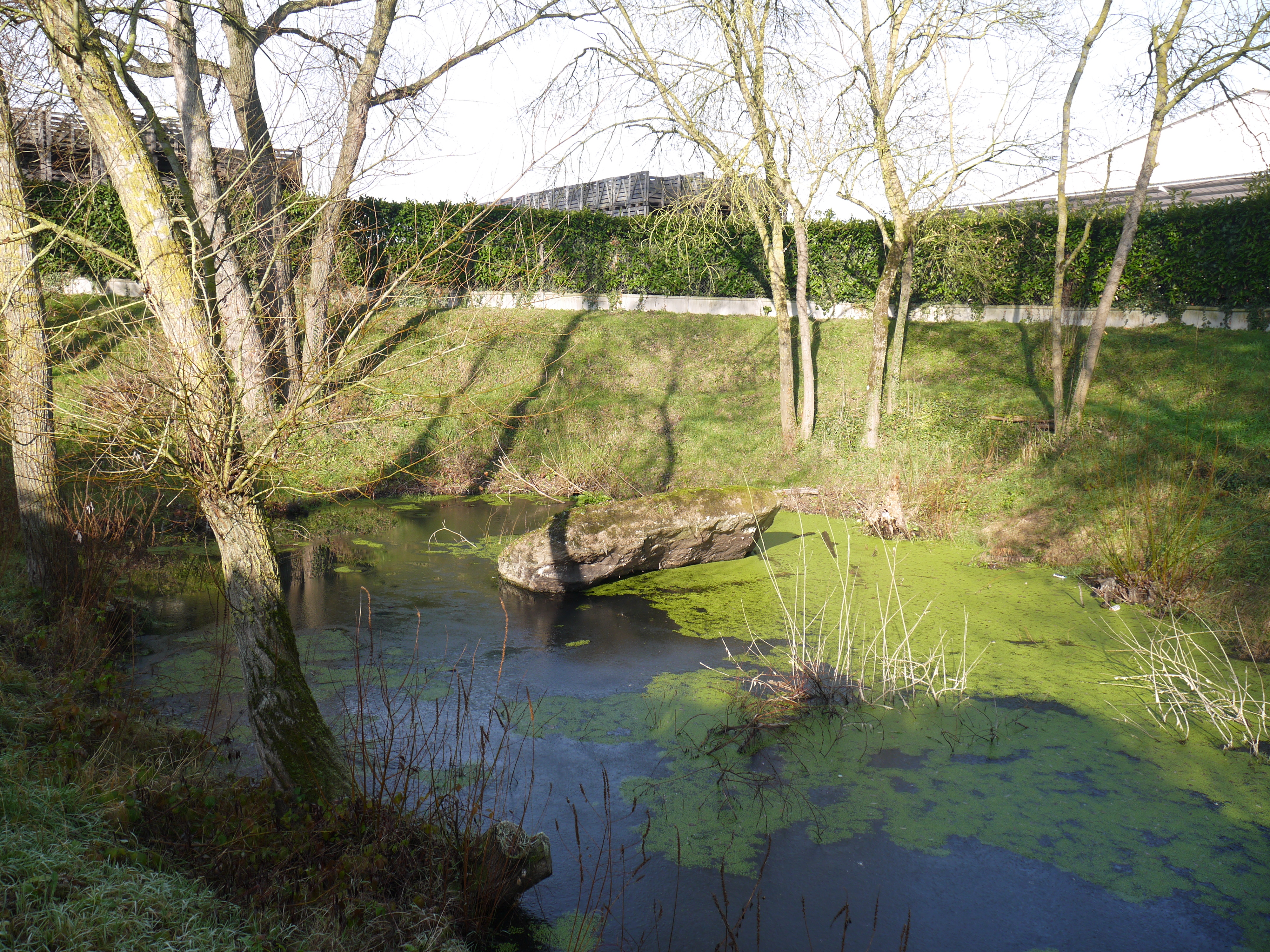
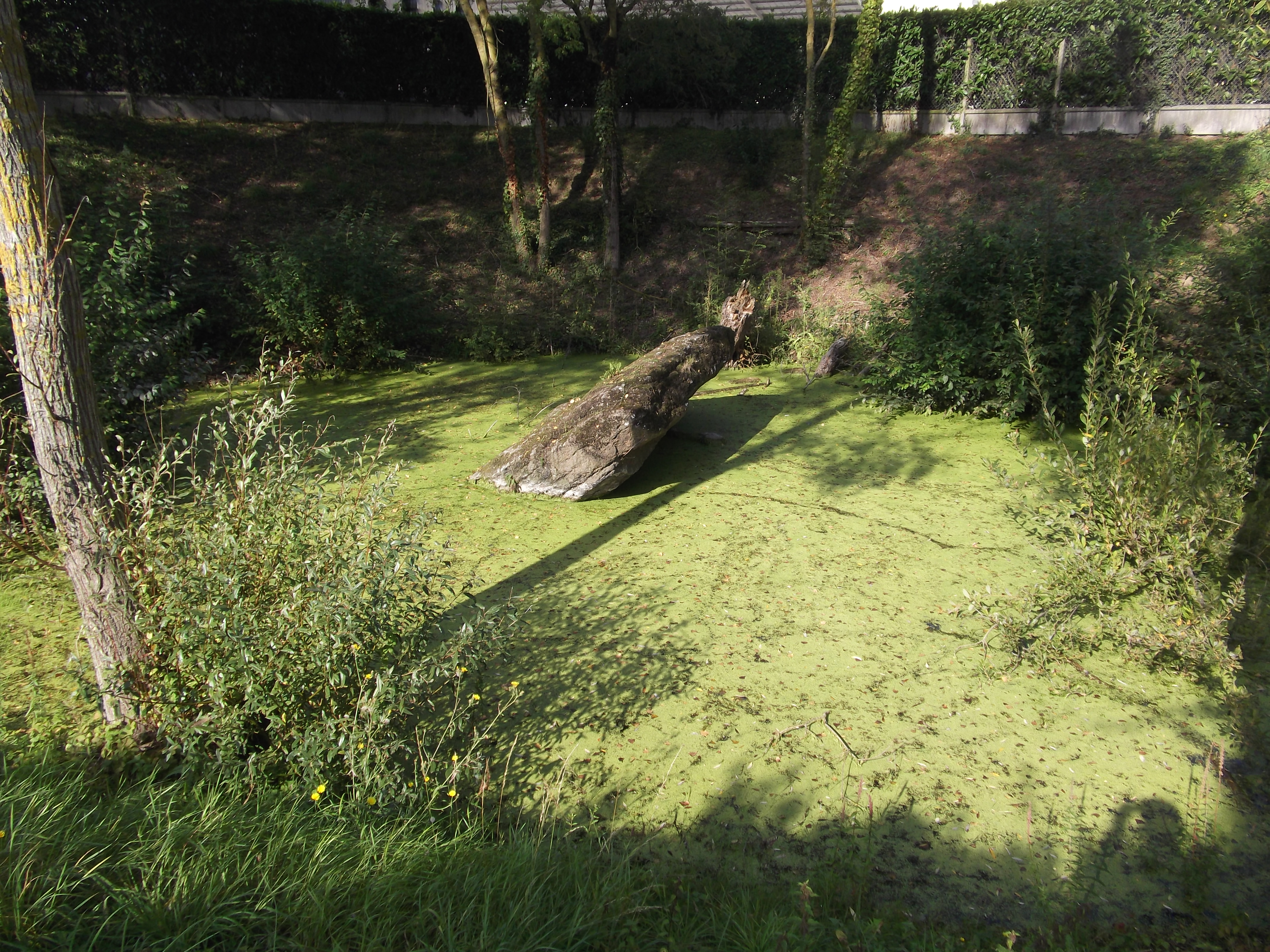
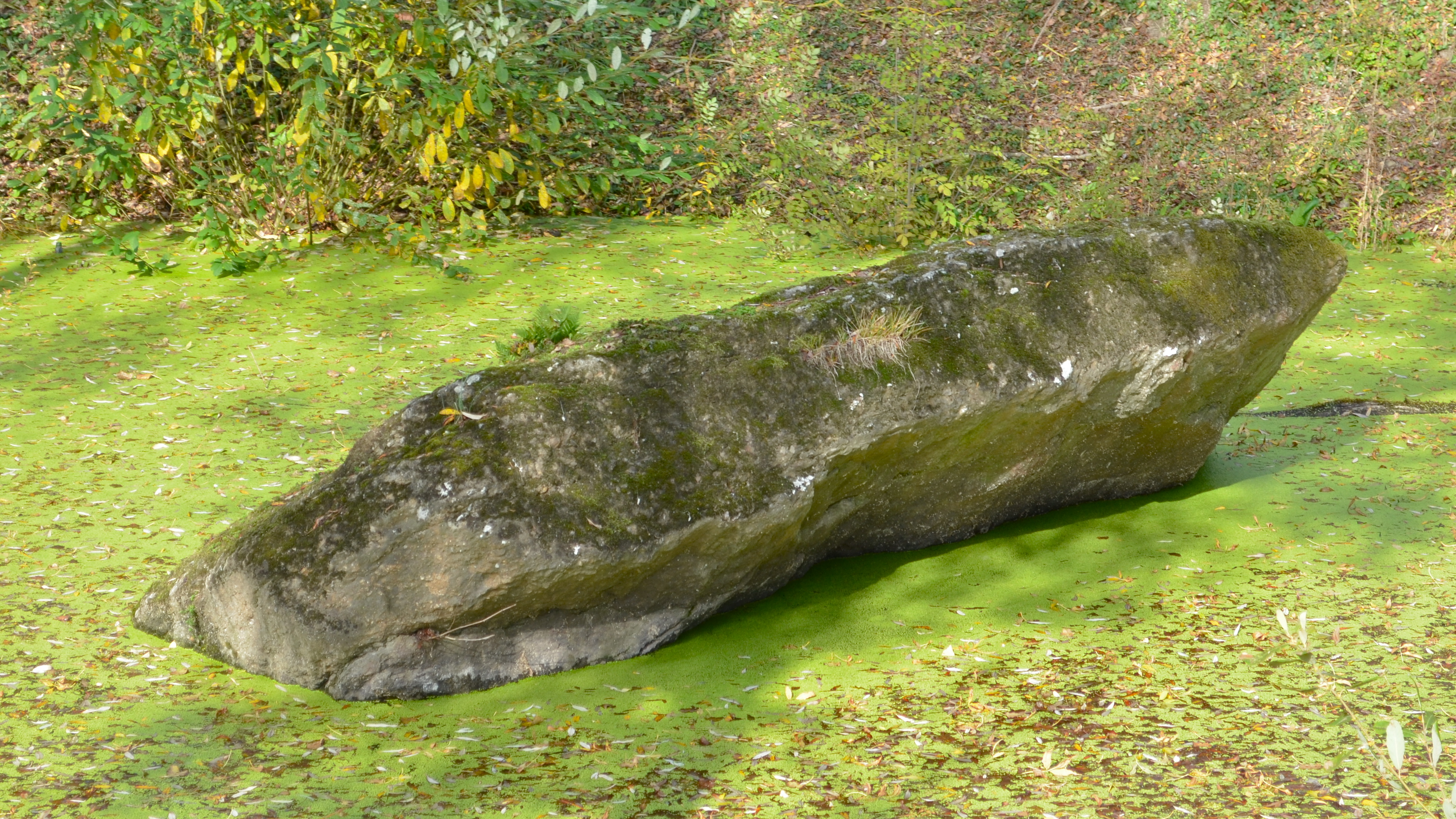
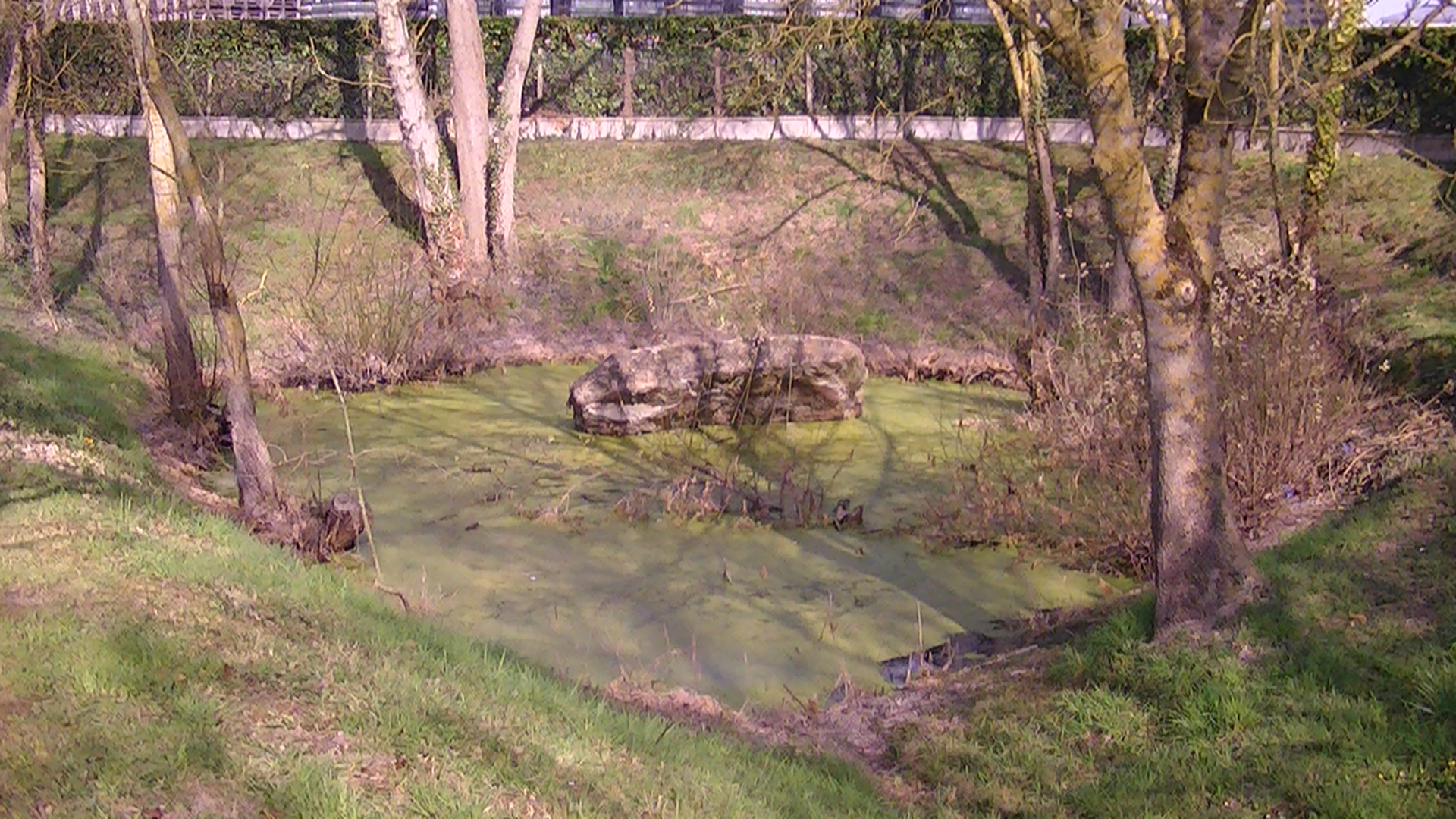

Der Deckstein ist der einzige sichtbare Teil des Dolmens. Er wurde verschoben und ist um etwa 45° geneigt und liegt halb untergetaucht im Wasser, das sich in der ihn umgebenden Senke angesammelt hat.
Der östliche Orthostat ist 0,6 Meter tief in eine Kluft des darunter liegenden Schiefers eingesunken. Er ist etwa 2,5 Meter hoch und 2,0 Meter breit. Seine Dicke variiert zwischen 0,2 und 0,5 Metern. Der westliche Orthostat hat 1,5 Meter, Höhe, eine maximale Breite von 2,0 Metern und eine Dicke von 0,5 Metern. Er hat ein künstliches Schälchen (französisch cupule).
Bei der ersten Ausgrabung wurde im Westen ein weiterer umgestürzter Tragstein entdeckt. Dies deutet darauf hin, dass der Dolmen länger war und der Tragstein eine zweite Deckplatte trug. Die südliche Hälfte des Dolmens verschwand, als das Denkmal als Steinbruch diente, wie Spuren belegen.